# Théorie de la régulation
Cet article concerne une approche dite hétérodoxe en économie.. Pour d’autres usages de « théorie de la régulation », voir Monopole naturel.
La théorie de la régulation est une théorie économique qui vise à expliquer le passage de la croissance à la crise, sans invoquer de chocs externes.
À partir des travaux fondateurs de Michel Aglietta, de Robert Boyer et  de Gérard  Destanne de Bernis, elle apparaît au milieu de la décennie de 1970, passage de la croissance à la crise aux États-Unis et en Europe, signifiant la fin des Trente Glorieuses (période de croissance élevée de 1945 à 1973),
Cette école de pensée est, avec l’économie des conventions, l’une des deux principales approches hétérodoxes de l’économie en France.
Cette théorie de la régulation ne doit pas être confondue avec les théories de la réglementation et de la régulation développées en microéconomie.

## La genèse
C’est au sein de l’administration française (Insee, DP) que l’École de la régulation a pris naissance. Il s’agissait de trouver les origines de l’enrayement de la croissance des Trente Glorieuses et du fordisme qui correspond à la hausse simultanée de la productivité et des salaires. Ont été étudiées les crises en général ainsi que les périodes de stabilité ou d’instabilité économiques. Les chercheurs ont d'abord constaté qu’un même régime économique, le capitalisme en l’occurrence, prenait des formes différentes selon les nations. D’autre part, les mêmes causes ne produisaient pas toujours et partout les mêmes effets. Ainsi, lors d’un colloque organisé par la Banque de France, Christian De Boissieu constatait des disparités dans les courbes de Phillips qui expriment la relation entre le chômage et l'inflation et dans les lois d’Okun qui étudient les liaisons entre le PIB et le chômage selon les nations, voire les régions. Les modes de réaction spécifiques à chaque nation engendrent des situations économiques différentes. Ces divergences de réaction proviennent de leurs institutions, héritées de l'histoire propre à chaque nation. Les chercheurs ont établi que c’est l’adéquation entre les institutions et le régime économique qui détermine la stabilité ou l’instabilité de l’économie. Si l’on considère l’ensemble des pays, la stabilité n’a caractérisé que deux périodes soit une première allant de 1850 à 1913, ainsi que la période fordiste allant de 1950 à 1970.
Les régulationnistes s’intéressent aux facteurs de déstabilisation lors d’une crise. Ils recherchent quelle configuration institutionnelle a permis de surmonter les crises. L’étude porte sur l’État-nation car les institutions sont intimement liées à leur cadre national.

## Les formes du capitalisme
À la fin du XXe siècle, quatre modèles de capitalisme étaient encore en compétition : un modèle « marchand » (pays anglo-saxons), un modèle « mésocorporatiste » (Japon), un modèle « social-démocrate » (pays scandinaves) et un modèle « à impulsion étatique » (pays latins dont la France). Si l’on se réfère non à l’espace mais au temps, deux régimes ont été stables : le capitalisme concurrentiel-bourgeois pour la seconde moitié du XIXe siècle jusqu'au début de la Première Guerre mondiale, et la forme monopoliste-fordiste pour les vingt ou trente années qui ont suivi la Seconde Guerre mondiale.

### La forme concurrentielle-bourgeoise
La stabilité de la forme concurrentielle-bourgeoise de 1850 à 1913 (voire jusqu'à la crise de 1929) est due à la cohérence entre les différentes formes institutionnelles. Le développement du capitalisme industriel naissant nécessitait une forte accumulation de capitaux. Elle fut obtenue par le niveau des profits. L’armée de réserve industrielle (terme marxiste qui désigne l'ensemble des personnes en situation de chômage) issue de la campagne à la recherche de travail et l’absence d’organisation collective des salariés (syndicats, associations de travailleurs, droit du travail) donnaient tout pouvoir à l’entrepreneur. Les fluctuations de l’activité industrielle se traduisaient non sur les profits mais sur le niveau de l’emploi et sur le niveau des salaires. Le droit et la législation ne prenaient en compte que le propriétaire.
La baisse des prix est la caractéristique principale de cette forme du capitalisme. En effet, la concurrence entre les entreprises oblige la majorité des capitalistes à réduire les prix des marchandises pour mieux vendre (accroissement de la productivité). Parmi les conséquences de cette tactique, on peut noter le phénomène de l'obsolescence qui a pour corollaire soit le renouvellement (remplacement) des machines, soit la fermeture des usines pour les producteurs dont les moyens financiers sont insuffisants. Le résultat de ces transformations est la concentration des entreprises et l'augmentation du chômage. Dans ces conditions, la baisse des prix va continuer jusqu'à ce que les capitalistes apprennent qu'il y a également une baisse des prix des biens de consommation et, par conséquent, des bénéfices. Cela amène les capitalistes à baisser les salaires afin d'augmenter le taux de plus-value (pl/v) et les bénéfices. Avec le temps cette exploitation devient de moins en moins facile et il devient de plus en plus difficile de résoudre la crise et un nouveau mode de régulation (ensemble de mesures mis en œuvre par des acteurs économiques et sociaux, à l'instar des entreprises, des représentants des salariés et de l'État, pour faire face au péril (danger, menace) et/ou à la crise réelle) doit être mis en place.

### La forme monopoliste-fordiste
La période monopoliste-fordiste est caractérisée par la cohérence entre la production de masse (production standardisée et en grande quantité) et la consommation de masse (consommation généralisée à toutes les classes sociales). Désormais, le travailleur est considéré non pas comme un facteur de production (dont le salaire doit baisser pour accroître le taux de plus-value source de bénéfices pour Marx) mais plutôt comme un consommateur à part entière (par l'augmentation de son salaire nominal) ce qui assura sa stabilité. La consommation de masse était permise par la forme du rapport salarial. Les groupes socio-économiques s’étaient dotés de représentations collectives, les gains de productivité étaient partagés ex ante avec les salariés. La cohérence production/consommation était possible parce que production et consommation se tenaient dans le cadre de la nation. La forme d’insertion dans l’économie mondiale et la forme de la monnaie privilégiaient ce cadre. L’ouverture internationale était faible. L'État-nation contrôlait les droits de douane, définissait les modalités d’accueil de l’investissement direct (IDE) et fixait des règles en matière d’investissement de portefeuille. L’État gérait la monnaie et contrôlait les changes (en d'autres termes, la Banque Centrale fixait le taux d'intérêt et le taux de change). Il n’y avait pas d’alignement entre les prix intérieurs et les prix mondiaux.
Par rapport au mode de régulation précédent, il faut donc noter deux caractéristiques fondamentales. Comme dans la forme concurrentielle, la concentration des entreprises se poursuit, mais à un rythme plus poussé, marquée par l'accélération du phénomène de l'obsolescence des équipements productifs. Mais ce qui est nouveau, c'est la hausse des salaires nominaux des ouvriers. Des auteurs marxistes (Ph. Herzog, J. Valier, S. de Brunhoff, et notamment P. Boccara, ...) estiment que la hausse des prix des produits vendus qui se matérialise par une baisse du pouvoir d'achat des salariés s'apparente (est synonyme) à une baisse des salaires payés et donc à l'augmentation des bénéfices des entreprises. Cette stratégie  est soutenue par l'État qui n'hésite pas à intervenir de leur côté en réalisant des investissements de base (sous forme de routes, d'auto-routes, de ports et d'aéroports), en formant les salariés via les établissements de l'éducation nationale et les centres publics de formation professionnelle, en achetant les produits des entreprises et en les subventionnant. D'autres auteurs, n'appartenant pas au marxisme orthodoxe, même s'ils se réclament en faire partie (J.-H. Lorenzo, O. Pastré, J. Toledano), considèrent que l'augmentation de la productivité des firmes provient aussi de la baisse des prix des équipements (accumulation intensive). Cela fait baisser la composition organique du capital (loi marxiste de l'accumulation extensive) fait retarder la crise du système capitaliste ou ne la rend pas, au moins, inéluctable (i.e, fatale).

## Les institutions

### Les formes institutionnelles
La théorie de la régulation repose sur l'analyse des cinq « formes institutionnelles », caractéristiques d'une organisation sociale. Les caractéristiques d'une forme donnée de capitalisme sont déterminées par ces formes institutionnelles :
- forme de la concurrence (degré de concentration, formation des prix, concurrence entre salariés, qui détermine alors le salaire) ;
- forme de la monnaie (monnaie, politique monétaire, financement de l'économie, etc.) ;
- forme de l'État (intervention économique et sociale) ;
- forme du rapport salarial (déterminants du salaire et de l'emploi, organisation du travail, etc.) ;
- forme d'insertion dans l'économie mondiale (relations commerciales, financières et monétaires).

Les formes institutionnelles sont la codification de rapports sociaux contradictoires. Les compromis sont spécifiquement nationaux. Les institutions servent de guide d’action et structurent l’ordre social dans un contexte de pouvoirs asymétriques.
Les différentes formes institutionnelles n’ont pas toutes le même poids dans le fonctionnement de l’économie. Certaines dominent. La hiérarchie des formes institutionnelles n’est ni permanente ni universelle. Elle est le reflet de relations de pouvoir s’exprimant dans des coalitions politiques. Dans le régime fordiste dominait le rapport salarial. Après 1980 c’est la forme d’insertion dans l’économie mondiale et la forme de la monnaie qui s’imposent avec la mondialisation. Les institutions et les formes d’organisation étrangères s’hybrident avec la configuration nationale.
La modification d’une forme institutionnelle peut altérer l’efficacité économique et/ou ne pas être compatible avec les autres formes institutionnelles.

### La forme de l’État
L’État intervient de manières diverses dans les formes institutionnelles. Son ingérence est indispensable dans la forme de la concurrence parce qu’il est nécessaire de mettre des barrières à la conquête d’un pouvoir excessif des grandes firmes. Le marché ne peut fonctionner efficacement que dans le cadre de règles institutionnelles où l’État intervient (système juridique, système de paiement, codification de la qualité, etc.). L’intervention de l’État n’est pas indispensable mais fréquente dans le rapport salarial. Il s’agit généralement d’édicter un droit du travail protégeant les salariés. L’État intervient dans le régime monétaire. Il arbitre entre des logiques contradictoires (droit du commerce/droit du travail, mode de financement de la couverture sociale).
Le politique et l’économique sont imbriqués. La sphère politique forme et légitime les compromis. Cependant, les régulationnistes n’analysent pas l’intervention de l’État comme s’il était le chef d’orchestre de la régulation nationale.

### La forme d’insertion dans l’économie mondiale
L’économie/monde ne se présente pas pour les régulationnistes comme un marché concurrentiel unique. L’économie/monde est fractionnée en économies nationales définies par ses monnaies et les composantes du rapport salarial. Cet ensemble d’économies nationales ne forme pas système a priori. Cependant les économies nationales sont complémentaires et concurrentes. Complémentaires puisqu’il existe entre elles une division internationale du travail. Concurrentes parce que la plupart des spécialisations sont le fruit, non de dotations naturelles différentes, mais d’une construction historique. La cohésion de l’économie/monde tient à l’hégémonie d’une nation.

## Les modes de régulation
L'ensemble des mécanismes qui permettent aux formes institutionnelles a priori indépendantes de former un système est appelé « mode de régulation ». Ce dernier traduit les procédures et les comportements sociaux qui soutiennent et pilotent un régime. Les procédures et comportements sociaux peuvent se modifier, chacune avec une temporalité qui lui est propre et de façon relativement autonome par rapport aux autres. Ces modifications sont susceptibles d’affecter la stabilité du mode de régulation. La stabilité d’un mode de régulation se traduit par de faibles délais d’ajustement. Dans le cadre d’un même régime les pays présentent des vitesses d’ajustement différentes. C’est la conséquence de la spécificité des trajectoires nationales due à la constitution passée des formes institutionnelles et des compromis institutionnalisés.

### Historique
L'histoire du capitalisme a vu se succéder différents modes de régulation :
- au mode de régulation à l'ancienne s'est substitué, lors de la Révolution Industrielle, un mode de régulation concurrentielle, où tout ajustement se fait sur la base du marché et de la concurrence ;
- un mode de régulation hybride durant l'entre-deux-guerres ;
- un mode de régulation fordiste ou monopoliste, durant les Trente glorieuses : ce système repose notamment sur la transposition en hausses de salaire des gains de productivité très importants de la période. La question de savoir si les pays émergents sont aujourd'hui entrés dans cette phase mérite d'être posée. À ce titre, Alain Lipietz distingue le « taylorisme périphérique », du « fordisme périphérique » : alors que, dans le second cas, un processus de développement est véritablement engagé, ce n'est pas le cas avec le taylorisme périphérique, qui n'implique pas nécessairement d'avancées sociales ;
- un mode de régulation pas clairement défini depuis le début de la « crise contemporaine ».

### Régulation et accumulation
Quant aux mécanismes qui permettent la poursuite de la croissance économique (le système n'est, bien sûr, pas figé), ils forment le « régime d'accumulation ». On peut, grossièrement, en distinguer deux :
- le régime d'accumulation extensif, fondé sur l'accroissement du stock de facteur de production ;
- le régime d'accumulation intensif, fondé sur d'importants gains de productivité.

On peut donc résumer la succession des modes de régulation et des régimes d'accumulation ainsi :
- XIXe siècle : accumulation extensive, fondée sur une mobilisation massive de capitaux et de main d’œuvre, en régulation concurrentielle ;
- entre-deux-guerres : accumulation intensive sans consommation de masse (absence de régulation clairement définie) ;
- trente glorieuses : accumulation intensive avec consommation de masse, en régulation fordiste ;
- dernier quart du XXe - début du XXIe siècle : « Accumulation extensive avec consommation de masse », selon Robert Boyer (c’est discutable, car les gains de productivité sont redevenus élevés dans les années 1990, notamment aux États-Unis, du fait des NTIC). La régulation reste à définir. L'existence d'un mode de régulation fondé sur la prédominance de la finance est, pour l'instant discutable.

## Les crises

### Une typologie des crises
Sur ces bases, la théorie de la régulation a construit une typologie des crises qui rend compte de différents désajustements produits de manière endogène comme conséquence de la configuration institutionnelle – conformément à un de ses objectifs initiaux qui était de comprendre la rupture observée à la fin des années soixante dans l’évolution des principaux agrégats économiques :
- les crises exogènes sont le fait d'un événement extérieur au système : elles peuvent être très perturbantes, mais ne mettent pas en danger le mode de régulation, et encore moins le régime d'accumulation. Les nouveaux classiques (ou économistes de l'école des anticipations rationnelles) pensent que toutes les crises sont exogènes au sens régulationniste du terme ;
- les crises endogènes : correspondant plus ou moins à la période de dépression du cycle (cycle Juglar), elles sont l'expression même du mode de régulation, qui « purifie » le système par la crise. Ces crises permettent en effet de résorber les différents déséquilibres qui se sont accumulés pendant la phase d'expansion, sans altération majeure des formes institutionnelles. Lorsqu'une crise endogène survient, les contemporains estiment qu'il s'agit d'une crise grave. Pourtant, ces crises sont indissociables du fonctionnement du capitalisme ;
- la crise du mode de régulation : incapable d'éviter une spirale dépressionniste, l'état et l'agencement des formes institutionnelles doivent être modifiés. Le meilleur exemple est celui de la crise de 1929 où le jeu de la concurrence n'a pas permis le retour de la phase d'expansion ;
- la crise du régime d'accumulation : pouvant être entraînée par la non-résolution d'une crise du mode de régulation, la crise du régime d'accumulation signifie qu'il est impossible de poursuivre la croissance à long terme sans bouleversement majeur des formes institutionnelles. Là encore, la crise de 1929 est le meilleur exemple : la période trouble de l'entre-deux-guerres marque le passage d'un régime d'accumulation caractérisé par une production de masse sans consommation de masse à un régime incorporant tout à la fois production et consommation de masse. Pour illustrer cette idée, on peut reprendre l'analyse que fait John Kenneth Galbraith de la crise de 1929 : il explique que, bien que les gains de productivité aux États-Unis ont été de 43 % entre 1919 et 1929, les salaires ont stagné… L'extraordinaire déformation du partage de la valeur ajoutée au profit du capital ne pouvait que conduire à une crise de surproduction ;
- la crise du mode de développement : c'est l'effondrement du système.

Ainsi, « chaque société a les crises de sa structure », comme le disait Ernest Labrousse (de l'École des Annales). C'est par les crises que le capitalisme perdure et s'adapte. Il est « une mise en mouvement de l'histoire à travers l'innovation technique et institutionnelle » (R. Boyer).

### Petites et grandes crises
L’existence même d’un régime stable entraîne son obsolescence. Un régime stable se traduit par de la croissance. L’économie et le rapport salarial sont modifiés par cette croissance. Les modifications institutionnelles pour s’adapter au changement génèrent des crises. Celles-ci peuvent se résorber dans le cadre du régime existant. Si ce n’est pas le cas une crise structurelle peut éclater. Les régulationnistes distinguent les petites et les grandes crises. Les petites crises se résolvent de façon endogène sans modifier le cadre du mode de régulation. Les grandes crises ne trouvent d’issue qu’avec des changements significatifs des formes institutionnelles. Les chocs qui provoquent une crise structurelle peuvent être exogènes ou endogènes. Les chocs endogènes sont le résultat d’un changement social où des groupes sociaux ont la capacité de changer les formes institutionnelles ou de créer de nouvelles institutions. La modification ou la création d’une institution sont le résultat de conflits sociaux non seulement d’opposition (employeurs/salariés, industriels/financiers) mais aussi de différenciation (au sein du salariat ou entre industriels). Le conflit est résolu dans un rapport de forces, souvent dans le cadre de la sphère politique. Tant que le conflit n’est pas réglé l’institution est en crise. La stabilisation de l’institution n’implique pas la fin de la crise. Cette nouvelle forme institutionnelle peut ne pas être compatible avec les autres formes institutionnelles déjà existantes.

## Outil d’analyse
La théorie de la régulation est un outil d’analyse, non de prédiction. L’histoire économique n’est pas écrite d’avance même si les effets structurels donnent à chaque société une certaine inertie de l'ordre établi et donc une certaine prévisibilité collective. L’incertitude concernant l’avenir tient au fait que l'ordre social résulte d'interactions non intentionnelles entre champs sociaux relativement autonomes, que tout ordre social est confronté à des crises plus ou moins radicales qui résultent d'abord de forces endogènes à cet ordre social, que la diversité des humains est une source de conflictualités jamais parfaitement résolues. l’humain n’est pas un homo œconomicus ne cherchant qu'à maximiser l’obtention de biens et services. La famille, l’école, les groupes de pairs, les multiples institutions culturelles, les médias engendrent des principes de socialisation différents qui se traduisent dans les décisions. L’acteur a été plongé dans une pluralité de mondes sociaux non homogènes et parfois même contradictoires, chacun de ces mondes ayant ses propres perceptions de bien-être et sa propre échelle de valeurs. Les logiques de l’action sont multiples. De même chaque individu occupe alternativement ou simultanément plusieurs places sociales, tel le chef d’entreprise à la fois vendeur et employeur, voire emprunteur. Ou le chef d’un ménage salarié à la fois consommateur et employé, si ce n’est épargnant. L’acteur puise son option dans cette multiplicité d’intérêts et de valeurs. Son choix est contingent et varie dans le temps.
Les régulationnistes ne font pas de prévisions mais analysent la cohérence des institutions et de la dynamique économique. Les régulationnistes adoptent des points de vue contradictoires, par exemple sur la monnaie unique européenne ou sur les fonds de pension. « La science économique n’a pas pour objet de définir quels choix doivent être faits, mais seulement de fournir une information scientifique en fonction de laquelle des choix éclairés pourront être effectués. » Aucune alternative n’est privilégiée. Chacun exprime sa propre option politique. L’avenir est à inventer.